# Vitis riparia
Vitis riparia, hay còn gọi là nho sương, là một giống nho hoang dã của khu vực Bắc Mỹ, phân bố rộng khắp miền trung và miền đông của Canada và của Hoa Kỳ. Nhiều báo cáo cho biết, có những quần thể cô lập của V.riparia nằm ở phía tây bắc Hoa Kỳ, có lẽ hạt giống của nó được đem từ miền đông sang.
Đây là loài có phạm vi địa lý rộng lớn nhất trong số các loài nho của Bắc Mỹ.

## Mô tả

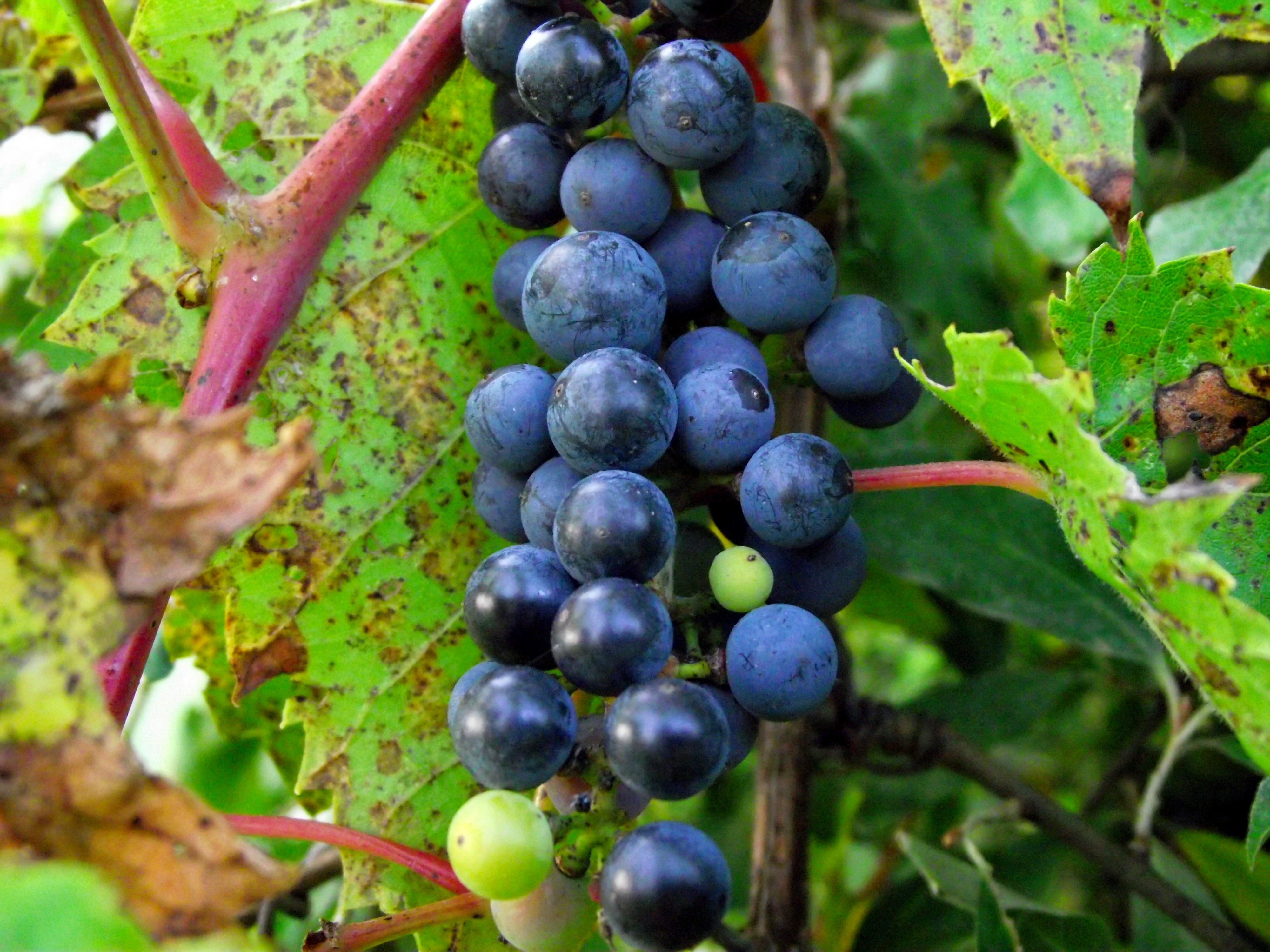
Quả nho sương

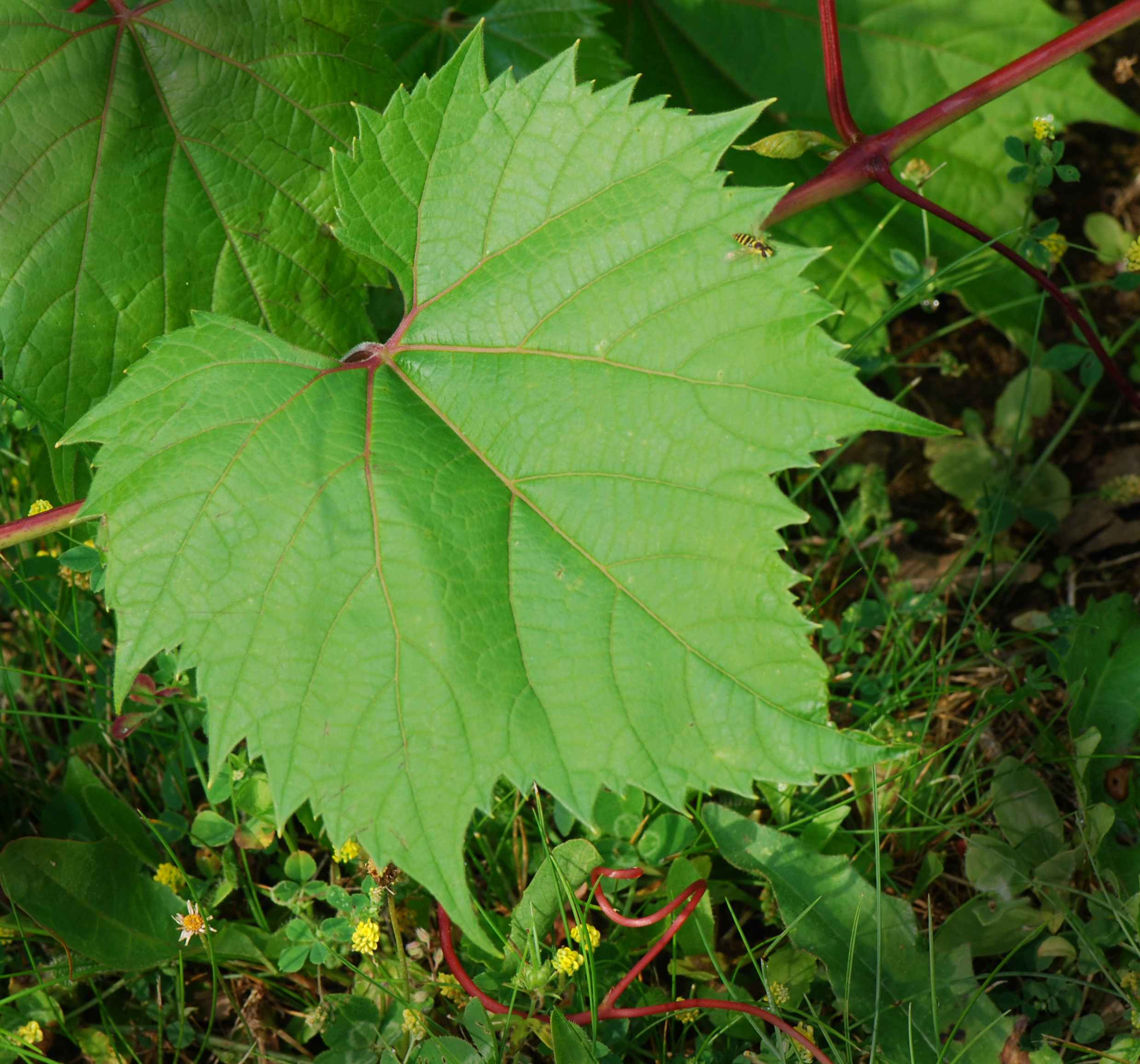
Lá của V. riparia

V.riparia là loài dây leo, vỏ cây mềm, dễ nứt. Lá mọc xen kẽ, dài và rộng khoảng 5 - 25 cm, có răng cưa khá thô, có các tua xoắn, đôi khi có lông tơ ở mặt dưới lá. Hoa nhỏ, màu trắng hoặc xanh lá nhạt, thơm, đơn tính, mọc thành chùy dài 4 - 15 cm, nở vào tháng 5-6. Quả màu xanh đen, có đường kính 6 - 15 mm, có vị chua ngọt. Tuy nhiên, V.riparia cũng có thể khác so với mô tả, với quả màu trắng xanh và lớn, vị khá ngọt. Đây là do quá trình lai tạo tự nhiên giữa V.riparia với các loài nho khác.
Trong tự nhiên, giống nho này phát triển ở những khu vực có nắng và độ ẩm đất thích hợp, chẳng hạn như ven sông suối, kẽ núi hoặc dọc 2 bên đường. V.riparia chịu được lạnh đến -57°C. Lá của nó có thể kháng nấm mốc và có khả năng kháng phylloxera. Tuy nhiên, quả mọng thường rất nhạy cảm với nấm mốc nếu phải chịu điều kiện ẩm ướt kéo dài.

## Sử dụng
V.riparia được sử dụng làm gốc ghép cho giống nho Vitis vinifera, do V.riparia có tính kháng phylloxera và thích nghi với nhiều loại đất. Nó còn được sử dụng để tạo ra giống lai khỏe mạnh, có thể chịu lạnh tốt. Quả của V.riparia được sử dụng để làm mứt và rượu vang.